# Penisola di al-Fāw
La penisola di al-Fāw (arabo: شبه جزيرة الفاو; persiano: شبه جزیره فاو) a volte transcrito come Fao o Fawr, è una regione paludosa contigua al Golfo Persico nell'estremo sud dell'Iraq, compresa a sud-est della città irachena di Bassora e la città iraniana di Abadan.

## Storia
Durante la guerra Iran-Iraq, la penisola fu teatro di due cruenti scontri. Nel 1986 avvenne la prima battaglia di al-Faw in cui l'area fu occupata dagli iraniani. Nel 1988 le forze di occupazione furono sanguinosamente respinte dall'Esercito iracheno e dalla Guardia Repubblicana irachena nel corso della seconda battaglia di al-Faw, la quale divenne nota all'opinione pubblica mondiale soprattutto per via del fatto che fu caratterizzata dal massiccio uso iracheno di armi chimiche contro le difese iraniane. Nel 2003 durante la seconda guerra del golfo venne occupata da forze statunitensi e di altri Paesi della coalizione a guida americana.

## Economia
Nella regione si trovano importantissime installazioni petrolifere e soprattutto gli importanti terminali petroliferi iracheni di Khor Al Amaya ed Al Başrah. La sua importanza è dovuta alla sua posizione strategica, in quanto controlla l'accesso allo Shatt al-'Arab e di conseguenza l'accesso al porto di Bassora.